# Gabriela Dias
Gabriela Dias Oliveira, conhecida como Gabriela Dias (venezuela, 26 de julho de 1996), é uma jornalista, apresentadora e repórter brasileira.